# Rasapa

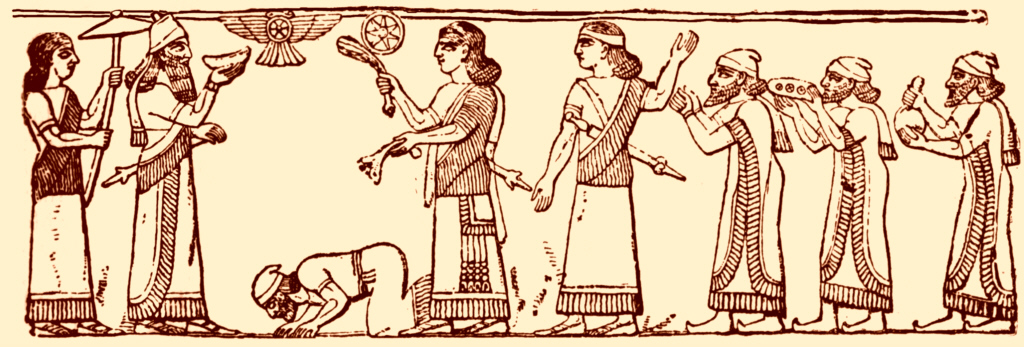
Relevo retratando Jeú se curvando diante de

Império Neoassírio em e

Rasapa (Raṣappa e Rasaappa) ou Rusapu foi uma cidade e região de localização incerta que foram atestadas em fontes acádias (assírias e babilônicas) e persas precoces (aquemênidas). Aparece nos registros assírios desde o final do século IX a.C., quando foi anexada aos domínios do rei da Assíria, Salmanaser III (r. 859–824 a.C.). Desde então tornar-se-ia sede de governadores assírios e vários deles tiveram seus nomes e feitos registrados. Em 611 a.C., ela foi saqueada pelas forças do rei da Babilônia, Nabopolassar (r. 626–605 a.C.).

## Identificação
Originalmente associou-se Rasapa com a cidade romano-bizantina de Resafa, que se situa mais ao sul, na Síria. Hoje vários estudiosos localizam Rasapa entre o rio Cabur a oeste, o uádi Tartar a leste, as montanhas Sinjar a norte e o rio Eufrates a sul.
Apesar disso, há estudiosos, como Edward Lipiński, que preferem continuar a associá-las ao considerarem que tal revisão causaria conflito no relato bíblico de Resepa (Reis 19:12 e Isaías 37:12), no qual o rei assírio Senaqueribe (r. 705–681 a.C.) envia emissários ao rei de Judá, Ezequias, ordenando a rendição de Jerusalém. Nesse episódio, os emissários mencionam que as deidades locais das cidades-estado aramaicas de Gozana, Harã e Resepa foram incapazes de impedir o avanço assírio. A. J. Couch, por sua vez, sugere haver duas Rasapa.

## História

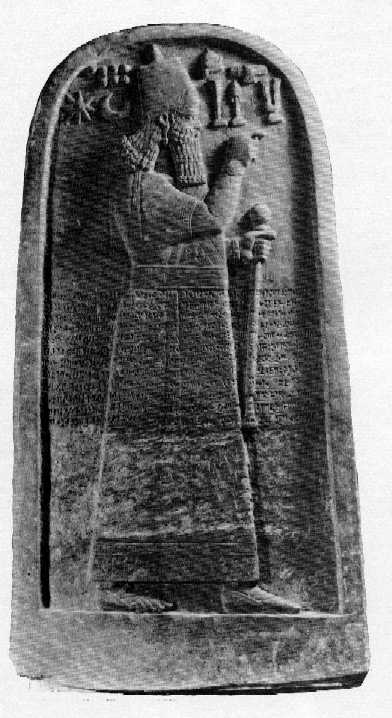
Estela de

Segundo registros oficiais assírios, ela foi anexada ao Império Neoassírio durante o reinado do rei Salmanaser III (r. 859–824 a.C.). Em 840/839 a.C., seu governador Samasabua (Šamaš-abua) realizou uma expedição contra o monte Líbano, enquanto em 838/837 a.C. Inurta-Quibsi-Usur (Inurta-kibsi-usur) atacou Malai. Durante o reinado de Adadenirari III (r. 810–783 a.C.), Rasapa foi uma das terras atribuídas a Nergalerixe (Nergal-eriš) ou Palilerixe (Palil-eriš), que em 803/802 a.C. fez campanha contra Ba'alu e em 775/774 a.C. contra o monte Líbano. Se sabe que nessa época a cidade de Zamau (atual Tel al-Rima) pertenceu a esta província.
Em 770/760, o governador Sinsalimani (Sin-šallimanni) reuniu suas tropas para auxiliar na expulsão duma incursão na região encabeçada pelos arameus da tribo hatalu (hatallu), porém suas forças foram insuficientes perante os 2 000 soldados inimigos e ele teve que retornar. Esse indivíduo foi novamente mencionado na Lista Epônima Assíria na descrição do ano 747/746 a.C. Em 737/736 a.C., o governador Belemurani (Bel-emuranni) invadiu a Média, enquanto em 718/717 a.C. Zeruibni (Zeru-ibni) invadiu Tabal.
Em 611 a.C., tropas do rei babilônico Nabopolassar (r. 626–605 a.C.) saquearam Rasapa e levaram seu povo para o rei em Nínive. Fontes neobabilônicas e aquemênidas precoces da Babilônia fazem referências a rebanhos que estavam sendo pastoreados na região de Rasapa.